# 146 Lucina
Lucina (asteroide 146) é um asteroide da cintura principal com um diâmetro de 132,21 quilómetros, a 2,54243617 UA. Possui uma excentricidade de 0,0649059 e um período orbital de 1 637,5 dias (4,48 anos).
Lucina tem uma velocidade orbital média de 18,06322839 km/s e uma inclinação de 13,07432395º.
Este asteroide foi descoberto em 8 de Junho de 1875 por Alphonse Borrelly.